# 王景華
王景華（Wong King Wah，1985年10月23日—），生於香港，香港足球運動員，司職左後衛，現時效力港乙球會花花。

## 球員生涯
王景華生於香港，18歲時加盟丙組球會黃大仙，直到2013–14球季為黃大仙取得乙組聯賽亞軍，符合升級到港超聯資格，首次參加頂級聯賽，而王景華於2014–15球季隨黃大仙升班，並放下冷氣技工的工作成為職業球員。 最終協助球會獲得港超聯第8名成功留級，惟黃大仙於2015/16球季經費有限，導致球員薪酬大減，王景華更在上半季為生計兼職餬口，只是為了家人，他選擇在2016年4月24日作客以1–4不敵元朗的聯賽後正式掛靴，放棄職業足球夢。但最終黃大仙排行榜尾需要降級至甲組聯賽，而王景華亦轉投甲組球會晨曦。

## 外部連結
- 香港足球總會網頁球員註冊資料 （页面存档备份，存于）